# 공무원 노동조합
공무원 노동조합은 공무원의 노동단체이다. 대한민국에서는 1948년 노동조합 조직 준비활동이 있었고 사회부 장관 전진한 등에 의해 승인되었으나, 교통부장관과 무임소장관을 지낸 허정의 강력 반대로 무산되었다. 이후 한국의 공무원 노조는 1987년 전국교원조합(전교조의 전신)이 출범했고, 1989년 전교조(전국교직원노동조합)로 개편된 뒤 1999년에 와서 합법성을 승인받았으며, 2002년 이후 공노총(대한민국공무원노동조합총연맹), 전공노 등이 출범하였다.

## 특징
공무원과 민간부문 노사관계 비교
| 구분              | 공무원 | 민간부문                                                              |
| ----------------- | --- | --------------------------------------------------------------------- |
| 노사당사자        | 사용자의 분산성, 계층성                                                                                        | 단일의 사용자                                                         |
| 조직률            | 높음 | 낮음                                                                  |
| 교섭구조          | 다원화 | 일원화                                                                |
| 단체교섭권한      | 합의도출 권한이 제한되어 있음, 의회 등 상급기관 승인필요                                                       | 교섭대표가 재량권을 가짐                                              |
| 노사관계 영향력   | 노사관계 성격이 사회성 정치성을 띄며 국민에게 미치는 영향력이 큼                                               | 개별 기업차원으로 한정됨                                              |
| 분쟁조정절차 여부 | 세분화된 분쟁조정절차 운용으로 노사간 갈등을 권위적으로 조정 중재                                              | 노동조합의 단체행동권, 기업의 직장폐쇄, 노사간 억제력을 통해 문제해결 |
| 제3자의 관심      | 교섭결과에 따라 당장 서비스에 영향을 받기 때문에 시민, 언론 관심이 매우 높음, 교섭 대표는 많은 외부압력에 노출 | 대체상품이나 서비스가 가능하기 때문에 큰 관심을 가지지 않음           |

## 미국
미국에서는 근로자의 단결권을 보장하는 헌법상 명문규정은 없으나, 연방헌법상 결사의 자유에 따라 모든 근로자들의 단결체에 단결의 자유가 인정되고 있다고 볼 수 있다. 1962년 케네디 대통령의 행정명령 제10988호에 따라 연방공무원의 단결권 및 단체교섭권이 인정되었고, 1978년 연방공무원제도개혁법에 따라 법률로 정비되었다.
공무원 노동조합의 결성형태는 특별하게 강제하는 규정이 없기 때문에 순수한 공무원으로 구성된 조직, 민간부문 노동자와 같이 참여하는 조직, 다양한 직종이 포함된 조직 등이 있으나 대부분 전국 단위 직종별 노조로 조직되어 있다. 대표적인 노동조합으로 각 지방단위 교육위원회에 속하는 교원 230만 명으로 구성된 전국교육협회, 조합원 120만명의 미국지방정부 공무원협회, 조합원 130만명의 경찰관협회, 조합원 15만명의 국제소방협회 등이 있다.
노동조합의 조직대상에서 제외되는 직종은 제복을 입은 공무원, 외무공무원, 연방내외 안보나 정보수집업무 담당 공무원, 감독직, 관리직, 기밀업무, 인사업무 담당자 등으로 군인, 외교, 정보, 기밀업무 종사자만 제외하고 거의 제한없이 큰 틀로 인정하고 있고, 주정부에 따라 직종별로 단체 행동권이 허용되고 있다.

## 영국
영국에서는 1946년 노동당 정부의 정책으로 공무원 노사관계도 일반 노동관계법 적용을 받게되었다. 조직형태에 대한 법적제약은 없으며, 주로 직업별로 조직되고 있다. 군인, 보안담당, 정보요원은 노동조합 가입이 금지되어 있다.
전국 및 지방정부공무원노동조합(70만명), 전국 공무원 노동조합(60만명), 의료서비스 노동조합(20만명)이 1993년 통합하여 UNISON을 결성하여 영국 최대 노동조합이 되었다.
단체행동권은 원칙적으로 허용되나, 가스, 수도 등 필수 공익사업의 파업은 제한된다. 자발적인 조정과 중재가 오랜 관행이나 교섭결렬시 공무원 중재재판소를 통하여 분쟁을 해결한다.

## 프랑스
프랑스는 1946년 프랑스 제4공화국 헌법 및 공무원법을 통하여 공무원도 일반 근로자와 같이 단결권과 파업권을 보장함으로써 일반 사기업체 근로자와 같이 일반 노동관계법 적용을 받고 있고, 노동조합 조직형태에 대한 법적 제약이 없다. 경찰, 법관, 소방관, 교도관 등에도 단결권이 보장된다. 군인은 단결권이 부인되고 있으나, 일반 결사체는 구성할 수 있다.
단체행동권은 원칙적으로 허용되나 파업예고제를 도입하고 있고, 경찰관과 교도관 등 특정범주 공무원에 대해서는 파업권 행사를 제한하고 있고, 공공질서에 중대한 침해를 미칠경우 파업규제권을 가진다.

## 독일
독일은 1918년 자본가 대표와 노동자 대표가 협정을 체결, 노동조합을 공식적으로 인정하고 바이마르 시대에 독일의 기본법 제9조에서 모든 국민에게 단결의 자유를 보장함으로써 제도적으로 확립되었다. 조직형태에 법적제한은 없고, 가입대상에도 제한이 없으므로 경찰관, 소방공무원, 군인 등 모든 직종 공무원이 포괄적으로 단결권이 보장된다.
독일 노동조합은 2차대전 이후 산업별 노조체제가 확립된 가운데 산업별 또는 직업별 전국조직으로 구성되어 있으며, 다시 전국중앙연맹을 결성하고 있다. 공공부문 노동자는 독일 노동조합총연맹, 독일공무원연맹, 독일기독교노동조합총연맹 등이 주요 단체다. 2001년 3월 18일에는 독일노총의 290만 조합원 규모의 노동조합 베르디가 탄생했다.
단체교섭은 연방정부, 자치주, 기초단체를 대표하는 8인씩의 공동대표단을 구성하여 교섭을 하고, 근로조건이 입법사항임을 이유로 교섭권은 인정하고 있으나, 협약체결권은 인정하지 않고 있다. 고용직 공무원은 쟁의권이 인정되나 정규직은 쟁의권이 부인된다.

## 일본
일본은 1945년 미군정하에서 노동관계법을 제정했고, 경찰을 제외한 공무원의 노동3권을 보장하고 일부에 대해 단체행동권을 제한하였으나, 공무원노조의 대규모 파업으로 1948년 국가공무원법을 개정하여 공무원에 대해 노동관계법의 적용을 배제시키고 단체협약권과 단체행동권을 금지시켰다.
공무원이 조직가입하는 단체는 직원단체라고 부르며, 경찰, 소방, 해상보안청, 감옥, 방위청직원, 판사, 자위대원은 직원단체를 결성하거나 가입할 수 없도록 되어 있고, 지방공무원법상 경찰, 소방직원에 대해서도 직원단체 결성이 금지되어 있다. 관리직, 국가공무원, 지방공무원은 각각 별도의 직원단체를 조직하여 일반 민간 노동조합과는 상이하며 대한민국의 공무원 직장협의회나 독일 직원협의회와 비슷한 성격의 공무원 단체라 할 수 있다. 상급노조에 가입은 가능하고, 단체교섭은 이루어지나 협약체결권이 없고, 단체 행동권도 인정되지 않는다.

## 대한민국

### 제1공화국 시절
대한민국에서는 1948년부터 공무원 노조의 결성이 추진되었다. 그러나 제1공화국 당시 교통부와 무임소 장관이던 허정은 공무원 노조 결성을 강력 반대했다. 당시 전진한은 초대 사회부 장관이었고, 허정은 초대 내각에서 40일만에 사임한 민희식의 뒤를 이어 교통부 장관으로 부임했다.
그런데 허정과 전진한 사이에 공무원의 노동조합 가입 문제로 시비가 벌어졌다. 그는 공무원의 노동조합 가입 주장을 일축했다. 허정은 공무원이 노동조합에 가입할 필요가 없다고 했고, 전진한은 공무원도 가입해야 된다는 주장으로 맞섰다. (장택상에 의하면) '이 때문에 연속으로 3일간 국무회의가 벌어졌는데, 하루는 전진한이 노발대발해 가지고 나가서 장관직을 헌신짝처럼 던져 버렸다.'는 것이다. 허정은 공무원은 국가의 공복이므로 노동자가 될 수 없다고 했다.

### 제2공화국 시절
허정은 교원 노조에도 부정적이었다. 제1공화국 붕괴 직후 교직원들을 중심으로 교원 노조 결성이 추진됐다. 그러나 대한민국 대통령 권한대행 겸 내각수반이 된 허정은 교사 노조 결성을 금지했다.
1960년 4월 29일 대구의 여러 중등학교 대표 약 60명이 중등교원노조를 결성한 것을 필두로 국민학교 교원들의 노조도 결성되어 나가다가 5월 22일에는 서울에서 전국의 교원들의 노조도 결성되어 나가다가 5월 22일에는 서울에서 전국의 교원 대표 200여 명이 참석한 가운데 '전국교원노조연맹'(全國敎員勞組聯盟)이 조직되었다. 새로 조직된 이 연맹은 종래의 '대한교련'(大韓敎聯)을 즉시 해체하고 연맹을 유일한 전국교원조직으로 정부가 공식적으로 승인해줄 것을 요구했다. 교원노조가 전국적인 규모로 확산되어 나가자 허정 과도정부는 지극히 비판적인 입장을 취하였다.
대통령 권한대행 겸 내각수반 허정은 "교육공무원은 법에 의하여 일반공무원과 같은 자격을 가지며 공무원은 정치에 간여할 수 없고 교육자(공무원)는 일반노동자와는 구별되므로 각자가 스스로의 대접을 받아야 된다"고 말하고 교원노조의 부당성을 지적했다. 그는 또한 "다른 일반공무원보다는 교육자들의 생활보장면이 우선되어 있고 사회적으로 스승의 대접을 받고 있는데 투쟁에 의해서만 그들이 권익을 옹호하려는 방법에는 납득이 가지 않는다"라는 논리를 폈다. 이후 허정은 공무원 및 교직원 노조 결성 움직임을 관계자 문책 및 해임, 파면 등으로 강경 단속하였다.
제2공화국 출범 직후 공무원 노조와 교사 노조 결성이 추진되었으나 1961년 국무총리이던 장면은 노동조합 결성을 엄금하고, 관계자들을 해임, 파면조치했다.

### 군사 정부 시절
군사 정부 출범 이후에도 박정희와 전두환은 공무원의 노동조합 조직을 불법화하여 원천 차단했다. 1987년 오종렬 등을 중심으로 전국교직원조합이 출범했다. 노태우 정부는 교원의 노동조합 결성을 불법으로 간주하고 진압을 추진했으나 경찰과 공안의 탄압을 피해 1989년 오종렬 등을 중심으로 전국교직원노동조합으로 승격했고, 민주노총이 출범하자 가입하여 산하기관으로 발전했다.
1989년 당시 전교조를 결성하는 운동이 있었는데, 당시 교원 노조는 불법이었다. 조선일보 등은 집중적으로 전교조 출범을 비판했다 1989년 5월 26일 조선일보는 사설에서 "교원노조 문제는 단순히 노동3권을 보장하는 문제가 아니다"라며 비판한바 있으며, 칼럼에서도 "우리가 직면한 교육현실의 고질적인 현안들에 대한 근본적인 조명과 타개에 의해서만 그 해결의 실마리가 잡힐 것"이라고 지적하기도 했다. 그러나 이는 교원 노조 설립의 정당성에 관해 논쟁하기 보다는 사상논쟁으로 몰아가고자 했으며, 교원노조의 설립을 막는 법률 자체가 사상의 자유와 결사의 자유를 침해함에도 형식적 법치주의만을 강조했다는 비판이 있다. 전교조는 이후 1999년에 교원의 노동조합 설립 및 운영 등에 관한 법률이 제정되면서 합법화되었다.

### 2000년대 이후
2000년대 이후 2002년 대한민국공무원노동조합총연맹, 전국공무원노동조합, 민주공무원노동조합, 법원공무원노동조합 등의 대한민국의 공무원 노동조합 조직이 출범했다. 이 중 공노총을 제외한 전공노, 민공노, 법공노는 민주노총 가입을 결정했다. 이에 대해 조선일보는 사설을 통해 비판을 제기했다. 2009년 9월 22일 "이 나라 정부에는 공식적인 위계를 따르는 공무원 조직이 따로 있고, 공무원노조가 조종하는 별도 명령계통의 공무원 조직이 또 하나 생기는 셈이다. 공식 위계조직은 정부·여당이 하는 일을 집행하는 조직이고 공무원노조 조직은 정부·여당이 하는 일을 방해하고 비판하고 공격하는 조직이 된다. 이런 나라, 이런 정부가 온전히 돌아가겠는가"라며 지적했다. 그러나 미디어오늘은 "조선일보는 미래를 점치는 역술인이라도 된 것일까. 미래의 상황을 조선일보 시각대로 전망하고 그것을 근거로 비판논리를 내세우고 있는 모습을 어떻게 봐야할까"라며 조선일보를 비판하기도 했다.

## 같이 보기
| - 제1공화국 - 노동조합 - 허정 - 전진한 - 장면 - 노태우 - 오종렬 - 대한민국공무원노동조합총연맹 - 전국공무원노동조합 - 전국민주공무원노동조합 | - 법원공무원노동조합 - 전국교직원노동조합 - 대한교직원총연맹 - 한국교직원노동조합 - 조선일보에 대한 비판 - 민주노총 - 한국노총 - 국제 공공부문 노동조합 연맹 |